# Dubné
Dubné är en ort i Tjeckien.   Den ligger i distriktet Okres České Budějovice och regionen Södra Böhmen, i den sydvästra delen av landet, 120 km söder om huvudstaden Prag. Dubné ligger 411 meter över havet och antalet invånare är 1 141.
Terrängen runt Dubné är platt åt nordost, men åt sydväst är den kuperad. Runt Dubné är det ganska tätbefolkat, med 111 invånare per kvadratkilometer. Närmaste större samhälle är České Budějovice, 8,3 km öster om Dubné. Runt Dubné är det i huvudsak tätbebyggt.